# Cyrtodactylus salomonensis
Espèce
Statut de conservation UICN

 NT  : Quasi menacé
Cyrtodactylus salomonensis est une espèce de geckos de la famille des Gekkonidae.

## Répartition
Cette espèce est endémique de Santa Isabel aux Salomon.

## Étymologie
Son nom d'espèce, composé de salomon et du suffixe latin -ensis, « qui vit dans, qui habite », lui a été donné en référence au lieu de sa découverte.

## Publication originale
- Rösler, Richards & Günther, 2007 : Remarks on morphology and taxonomy of geckos of the genus Cyrtodactylus Gray, 1827, occurring east of Wallacea, with descriptions of two new species (Reptilia: Sauria: Gekkonidae). Salamandra, vol. 43, n. 4, p. 193-230.